# Sky News
A Sky News egy brit, szabadon fogható televíziós hírcsatorna. A csatorna 1989. október 5-én indult el, és azóta az Egyesült Királyság legnézettebb hírcsatornája.
A csatorna számos díjat nyert, köztük három BAFTA-díjat és egy Emmy-díjat.
A Sky News számos műsora élőben sugároz híreket és elemzéseket a világ minden tájáról. A tévécsatorna számos műsora foglalkozik a brit politikával és a társadalommal.
A Sky News kritikusai szerint a csatorna gyakran támogatja a konzervatív jelölteket a választásokon.
A története 1988-ra nyúlik vissza, amikor a Rupert Murdoch vezette News Corporation megvásárolta a British Satellite Broadcasting] (BSB) televíziós társaságot. A BSB eredetileg egy műholdas tévétársaság volt, amely az Egyesült Királyságba és Írországba sugárzott. A News Corporation terve az volt, hogy a BSB-t a Sky plc-be szervezze át, és egy új hírcsatornát indítson el, amely a Sky News nevet kapta.

## Sky News legnépszerűbb műsorai
- Sky News Live (24/7 hírműsor)
- Sky News Today (reggeli hírműsor)
- Sky News Tonight (esti hírműsor)
- The Daily Politics (politikai elemző műsor)
- The Pledge (közéleti műsor)

## Sky News leghíresebb műsorvezetői
- Kay Burley
- Eamonn Holmes
- Deborah Haynes
- Trevor Phillips
- Isabel Oakeshott
- Adam Boulton